# اژدرماهیان
اژدرماهیان  (Torpedinidae) خانواده‌ای از ماهیان هستند.
لبهٔ سوراخ‌های روزن دمه آن‌ها دارای شاخک‌ها یا برجستگی‌های کوتاه است.
این ماهیان در سراسر خلیج فارس و دریای عمان زندگی می‌کنند.